# Brown, Hughes & Strachan
Brown, Hughes & Strachan war ein britischer Hersteller von Automobilkarosserien, der in der Zeit vor dem Ersten Weltkrieg Aufbauten für Omnibusse  und PKW produzierte. Zeitweise bestand eine enge Verbindung zu Aberdonia Cars.

## Unternehmensgeschichte

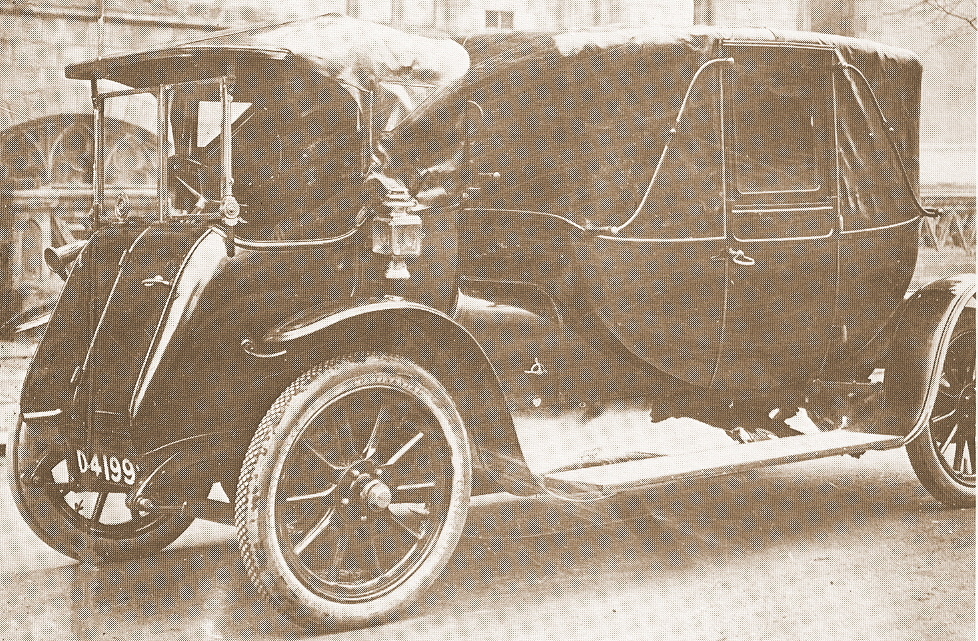
Karosserie und Chassis von Brown, Hughes & Strachan: Aberdonia Landau (1912)

Das Unternehmen wurde 1894 von Walter Brown gegründet. Zwei Jahre später beteiligte sich S.A. Hughes an dem Betrieb, der seitdem als Brown & Hughes firmierte. 1907 beteiligte sich schließlich der in Aberdeen geborene James Strachan an dem Unternehmen. Strachan hatte einige Jahre als Werksleiter bei dem Automobilhersteller Adams Manufacturing Company gearbeitet und brachte Kenntnisse in Unternehmensorganisation mit. Er wurde Managing Director des Betriebes, der nunmehr als Brown, Hughes & Strachan firmierte. Das Unternehmen war anfänglich im Londoner Stadtteil Shepherd’s Bush ansässig, später unterhielt es Werksanlagen in Holland Gate, Kensington. 
In den ersten Jahren beschäftigte sich  Brown & Hughes mit dem Bau und der Reparatur von Kutschen. Im ersten Jahrzehnt des 20. Jahrhunderts wechselte das Unternehmen in den Automobilbereich und produzierte vor allem Aufbauten für Omnibusse. Darunter war der erste britische Doppeldeckerbus mit geschlossenem Oberdeck.
1911 gründete James Strachan den Automobilhersteller Aberdonia Cars. Brown, Hughes & Strachan baute sowohl die Chassis als auch die Karosserien aller Aberdonia-Modelle. Einige der Aberdonia-Karosserien waren außergewöhnlich, so etwa ein 1912 gebautes Repräsentationsfahrzeug, das einem Landauer nachempfunden war.
Nach Ausbruch des Ersten Weltkriegs stellte Brown, Hughes & Strachan die Fertigung von Militärfahrzeugen um. In erster Linie entstanden Krankenwagen, aber auch ein Fahrzeug mit mobilen Wasch- und Badegelegenheiten sowie Feldküchen. Um der großen Nachfrage gerecht zu werden, verließ Brown, Hughes & Strachan Ende 1914 die angestammten Anlagen in Kensington und bezog ein neues, 12.000 m² (3 Acres) großes Betriebsgelände im Londoner Stadtteil Park Royal. Im April 1915 wurden die neuen Anlagen durch ein Feuer komplett zerstört. Brown, Hughes & Strachan musste daraufhin den Betrieb einstellen und wurde 1916 liquidiert.
James Strachan und Walter Brown gründeten im Juli 1915 ein neues Unternehmen mit der Firma Strachan & Brown, das anfänglich in den Werksanlagen in Holland Gate, Kensington, operierte, die Brown, Hughes & Strachan erst ein halbes Jahr vorher verlassen hatten. Strachan & Brown arbeitete in den gleichen Segmenten wie der Vorgängerbetrieb. Das neue Unternehmen existierte bis 1974.